# Für einen Tag
Für einen Tag is een studioalbum van de Duitse zangeres Helene Fischer. Jean Frankfurter produceerde het album en schreef de muziek. De teksten werden door diverse mensen geschreven. Het album verkocht direct goed in thuisland Duitsland alwaar het al snel meer dan 400.000 keer over de toonbank ging. In Nederland was de response in eerste instantie lauw, maar het album kwam na 10 maanden afwezigheid weer terug in de Nederlandse Album Top 100 en bereikte op 11 augustus 2012 de eerste plaats van diezelfde lijst. Het was voor het eerst sinds meer dan tien jaar dat een Duitstalig album die eerste plaats bereikte. Het album verkocht ook goed in Zwitserland, Oostenrijk, België en Denemarken.

## Tracklist
| 1.                 | Villa in der Schlossallee                              | 3:27 |
| 2.                 | Du kennst mich doch                                    | 3:52 |
| 3.                 | Nur wer den Wahnsinn liebt                             | 4:03 |
| 4.                 | Wär' heut' mein letzter Tag                            | 3:34 |
| 5.                 | Copilot                                                | 4:06 |
| 6.                 | Für einen Tag                                          | 4:26 |
| 7.                 | Phänomen                                               | 3:58 |
| 8.                 | Lass diese Nacht nicht mehr enden                      | 4:19 |
| 9.                 | Die Höle morgen früh                                   | 4:50 |
| 10.                | Ich will spüren, dass ich lebe                         | 4:33 |
| 11.                | Vielleicht bin ich stärkerals du denkst                | 4:08 |
| 12.                | Geradeaus                                              | 2:51 |
| 13.                | Sehnsucht                                              | 4:38 |
| 14.                | Ich lebe jetxt                                         | 3:36 |
| 15.                | Allein im Licht                                        | 4:32 |
| 16.                | Make you feel my love (Bonus track met Michael Bolton) | 3:14 |
| Totale duur: 60:07 |                                                        |      |

| 1.                 | Von hier bis unendlich                                                      | 4:52 |
| 2.                 | Manchmal kommt die Liebe einfach so                                         | 4:54 |
| 3.                 | Medley 1 (Vergeben, vergessen und wieder vertrau'n, König der Herzen)       | 5:53 |
| 4.                 | Medley 2 (Das letzte Wort hat die Liebe, Im Reigen der Gefühle, Zaubermond) | 9:04 |
| 5.                 | Russisches Medley (Poluschko pole, Lutsche bulo, Dorogoj dlinnoju)          | 6:19 |
| 6.                 | Big Spender                                                                 | 3:12 |
| 7.                 | Send in the clowns                                                          | 2:25 |
| 8.                 | Memory                                                                      | 4:07 |
| 9.                 | Ich will immer wieder... dieses Fieber spür'n                               | 4:14 |
| 10.                | Who wants to live forever                                                   | 3:32 |
| 11.                | Du hast mein Herz berührt                                                   | 4:16 |
| 12.                | Du fängst mich auf und lässt mich fliegen                                   | 3:21 |
| 13.                | Mal ganz ehrlich                                                            | 3:51 |
| 14.                | Hundert Prozent                                                             | 4:47 |
| 15.                | Pokerface                                                                   | 2:15 |
| 16.                | Ich glaub dir hundert Lügen                                                 | 2:18 |
| 17.                | Und morgen früh küss' ich dich wach                                         | 4:23 |
| 18.                | What a wonderful world                                                      | 3:31 |
| Totale duur: 77:14 |                                                                             |      |

## Singles
Van het album verschenen vier singles:
- Phänomen, opgedragen aan de moeder van Helene
- Wär' heut' mein letzter Tag, opgedragen aan Florian Silbereisen
- Die Hölle morgen früh
- Nur wer den Wahnsinn liebt

## Hitnoteringen

### NederlandseAlbum Top 100
| Hitnotering (week 1): 22-10-2011 Hitnotering (week 2 t/m 11): 04-08-2012 t/m 06-10-2012 Hitnotering (week 12): 20-10-2012 | Hitnotering (week 1): 22-10-2011 Hitnotering (week 2 t/m 11): 04-08-2012 t/m 06-10-2012 Hitnotering (week 12): 20-10-2012 | Hitnotering (week 1): 22-10-2011 Hitnotering (week 2 t/m 11): 04-08-2012 t/m 06-10-2012 Hitnotering (week 12): 20-10-2012 | Hitnotering (week 1): 22-10-2011 Hitnotering (week 2 t/m 11): 04-08-2012 t/m 06-10-2012 Hitnotering (week 12): 20-10-2012 | Hitnotering (week 1): 22-10-2011 Hitnotering (week 2 t/m 11): 04-08-2012 t/m 06-10-2012 Hitnotering (week 12): 20-10-2012 | Hitnotering (week 1): 22-10-2011 Hitnotering (week 2 t/m 11): 04-08-2012 t/m 06-10-2012 Hitnotering (week 12): 20-10-2012 | Hitnotering (week 1): 22-10-2011 Hitnotering (week 2 t/m 11): 04-08-2012 t/m 06-10-2012 Hitnotering (week 12): 20-10-2012 | Hitnotering (week 1): 22-10-2011 Hitnotering (week 2 t/m 11): 04-08-2012 t/m 06-10-2012 Hitnotering (week 12): 20-10-2012 | Hitnotering (week 1): 22-10-2011 Hitnotering (week 2 t/m 11): 04-08-2012 t/m 06-10-2012 Hitnotering (week 12): 20-10-2012 | Hitnotering (week 1): 22-10-2011 Hitnotering (week 2 t/m 11): 04-08-2012 t/m 06-10-2012 Hitnotering (week 12): 20-10-2012 | Hitnotering (week 1): 22-10-2011 Hitnotering (week 2 t/m 11): 04-08-2012 t/m 06-10-2012 Hitnotering (week 12): 20-10-2012 | Hitnotering (week 1): 22-10-2011 Hitnotering (week 2 t/m 11): 04-08-2012 t/m 06-10-2012 Hitnotering (week 12): 20-10-2012 | Hitnotering (week 1): 22-10-2011 Hitnotering (week 2 t/m 11): 04-08-2012 t/m 06-10-2012 Hitnotering (week 12): 20-10-2012 | Hitnotering (week 1): 22-10-2011 Hitnotering (week 2 t/m 11): 04-08-2012 t/m 06-10-2012 Hitnotering (week 12): 20-10-2012 | Hitnotering (week 1): 22-10-2011 Hitnotering (week 2 t/m 11): 04-08-2012 t/m 06-10-2012 Hitnotering (week 12): 20-10-2012 | Hitnotering (week 1): 22-10-2011 Hitnotering (week 2 t/m 11): 04-08-2012 t/m 06-10-2012 Hitnotering (week 12): 20-10-2012 |
| Week: | 1 | | 2 | 3 | 4 | 5 | 6 | 7 | 8 | 9 | 10 | 11 | | 12 | |
| --- | --- | --- | --- | --- | --- | --- | --- | --- | --- | --- | --- | --- | --- | --- | --- |
| Positie: | 51 | uit | 26 | 1 | 3 | 7 | 9 | 4 | 43 | 66 | 93 | 100 | uit | 94 | uit |

### VlaamseUltratop 200Albums
| Hitnotering (week 1): 05-11-2011 Hitnotering (week 2 t/m 34): 07-04-2012 t/m 17-11-2012 Hitnotering (week 35): 08-12-2012 Hitnotering (week 36): 22-12-2012 | Hitnotering (week 1): 05-11-2011 Hitnotering (week 2 t/m 34): 07-04-2012 t/m 17-11-2012 Hitnotering (week 35): 08-12-2012 Hitnotering (week 36): 22-12-2012 | Hitnotering (week 1): 05-11-2011 Hitnotering (week 2 t/m 34): 07-04-2012 t/m 17-11-2012 Hitnotering (week 35): 08-12-2012 Hitnotering (week 36): 22-12-2012 | Hitnotering (week 1): 05-11-2011 Hitnotering (week 2 t/m 34): 07-04-2012 t/m 17-11-2012 Hitnotering (week 35): 08-12-2012 Hitnotering (week 36): 22-12-2012 | Hitnotering (week 1): 05-11-2011 Hitnotering (week 2 t/m 34): 07-04-2012 t/m 17-11-2012 Hitnotering (week 35): 08-12-2012 Hitnotering (week 36): 22-12-2012 | Hitnotering (week 1): 05-11-2011 Hitnotering (week 2 t/m 34): 07-04-2012 t/m 17-11-2012 Hitnotering (week 35): 08-12-2012 Hitnotering (week 36): 22-12-2012 | Hitnotering (week 1): 05-11-2011 Hitnotering (week 2 t/m 34): 07-04-2012 t/m 17-11-2012 Hitnotering (week 35): 08-12-2012 Hitnotering (week 36): 22-12-2012 | Hitnotering (week 1): 05-11-2011 Hitnotering (week 2 t/m 34): 07-04-2012 t/m 17-11-2012 Hitnotering (week 35): 08-12-2012 Hitnotering (week 36): 22-12-2012 | Hitnotering (week 1): 05-11-2011 Hitnotering (week 2 t/m 34): 07-04-2012 t/m 17-11-2012 Hitnotering (week 35): 08-12-2012 Hitnotering (week 36): 22-12-2012 | Hitnotering (week 1): 05-11-2011 Hitnotering (week 2 t/m 34): 07-04-2012 t/m 17-11-2012 Hitnotering (week 35): 08-12-2012 Hitnotering (week 36): 22-12-2012 | Hitnotering (week 1): 05-11-2011 Hitnotering (week 2 t/m 34): 07-04-2012 t/m 17-11-2012 Hitnotering (week 35): 08-12-2012 Hitnotering (week 36): 22-12-2012 | Hitnotering (week 1): 05-11-2011 Hitnotering (week 2 t/m 34): 07-04-2012 t/m 17-11-2012 Hitnotering (week 35): 08-12-2012 Hitnotering (week 36): 22-12-2012 | Hitnotering (week 1): 05-11-2011 Hitnotering (week 2 t/m 34): 07-04-2012 t/m 17-11-2012 Hitnotering (week 35): 08-12-2012 Hitnotering (week 36): 22-12-2012 | Hitnotering (week 1): 05-11-2011 Hitnotering (week 2 t/m 34): 07-04-2012 t/m 17-11-2012 Hitnotering (week 35): 08-12-2012 Hitnotering (week 36): 22-12-2012 | Hitnotering (week 1): 05-11-2011 Hitnotering (week 2 t/m 34): 07-04-2012 t/m 17-11-2012 Hitnotering (week 35): 08-12-2012 Hitnotering (week 36): 22-12-2012 |
| Week: | 1 | | 2 | 3 | 4 | 5 | 6 | 7 | 8 | 9 | 10 | 11 | 12 | 13 |
| --- | --- | --- | --- | --- | --- | --- | --- | --- | --- | --- | --- | --- | --- | --- |
| Positie: | 98 | uit | 85 | 88 | 98 | 73 | 65 | 83 | 70 | 65 | 63 | 39 | 17 | 14 |
| Week: | 14 | 15 | 16 | 17 | 18 | 19 | 20 | 21 | 22 | 23 | 24 | 25 | 26 | 27 |
| Positie: | 20 | 48 | 60 | 49 | 60 | 50 | 77 | 70 | 50 | 71 | 60 | 76 | 96 | 110 |
| Week: | 28 | 29 | 30 | 31 | 32 | 33 | 34 | | 35 | | 36 | | | |
| Positie: | 132 | 113 | 7 | 126 | 149 | 103 | 170 | uit | 197 | uit | 162 | uit | | |